# Mailänderli

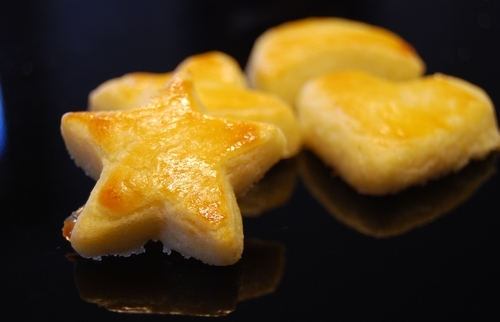
Mailänderli

Mailänderli, in Basel auch Myyläänli oder Gaatoodemyylängli (gâteaux de Milan «Kuchen aus Mailand»), sind ein Weihnachtsgebäck aus Mehl, Zucker und Butter im Verhältnis 2:1:1 mit leichtem Zitronengeschmack. Sie werden aus einem wenige Millimeter dicken Teig ausgestochen und, abgesehen von einem Eigelbbestrich, im Allgemeinen nicht verziert.
Das Gebäck ist ein typisches Deutschschweizer und süddeutsches Weihnachtsgebäck und in anderen Ländern unter diesem Namen weitgehend unbekannt. Allerdings gibt es gleiche und viele ähnliche Butterplätzchen auch in anderen Ländern (beispw. Norddeutschland, Österreich, Schweden), oft aber ohne den für Mailänderli typischen Zitronengeschmack und gegebenenfalls mit anderen Gewürzen (Zimt, Kardamom, Mandeln, Nüsse o. Ä.).

## Geschichte
Das Gebäck kann bis in das 18. Jahrhundert zurückverfolgt werden. In einem Basler Rezeptbuch von etwa 1780 finden sich sowohl das Rezept als auch der Name des Gebäcks («Cateau de Milan») erstmals bezeugt. Der Name kann in einem losen Bezug zu Norditalien stehen, wo es ähnliche Buttergebäcke gibt. So kennt man in Mailand eine dem Mailänderli nahekommende Biskuitspezialität aus Mürbteig, die jedoch, anders als bei den Mailänderli, als Zutat auch kandierte Früchte verwendet, und das Gebäck wird mit Mandeln verziert.

## Varianten
Mandelringli
Mailänderliteig wird zu Ringen geformt, mit Eigelb oder Gelee bestrichen, mit gehackten, mit wenig Zucker und Zimt gemischten Mandeln bestreut und wie Mailänderli gebacken (mittlere Hitze, 10 Min.)
Gefüllte Teeplätzchen
Vom möglichst dünn ausgerollen Mailänderliteig werden runde Plätzchen ausgestochen, in schwacher Hitze gebacken und noch warm mit wenig Marmelade einseitig belegt, zwei Plätzchen aufeinandergedrückt und in Puderzucker gewendet.